# Umm al-Awamid
Umm al-Awamid – wieś w Syrii, w muhafazie Damaszek. W 2004 roku liczyła 250 mieszkańców.